# Волошка Майорова
Волошка Майорова (Centaurea majorovii) — вид рослин із родини айстрових (Asteraceae), зростає в Україні й Росії.

## Біоморфологічна характеристика
Це дворічна трава 25–60 см заввишки. Стебла розгалужені, вгорі по ребрах гостро-шорсткі, разом з листками трохи павутинні. Сім'янка 3–3.5 мм завдовжки, чорнувата, з білими реберцями, чубчик 2–3 мм завдовжки. Період цвітіння: липень і серпень.

## Середовище проживання
Ареал охоплює південь України й південь європейської Росії.
В Україні вид зростає на річкових, рідше приморських і суходолових пісках — у Лісостепу (у сх. ч.) і Степу, до Керченського півострова і сх. ч. ПБК включно.